# Päivi Meriluoto
Päivi Aulikki Meriluoto, po mężu Aaltonen (ur. 12 grudnia 1952 w Tampere) – fińska łuczniczka sportowa. Brązowa medalistka olimpijska z Moskwy (1980) i uczestniczka igrzysk olimpijskich (1984, 1988), wielokrotna medalistka mistrzostw Europy, 8-krotna mistrzyni Finlandii (1977–82, 1987–88).
Startowała w konkurencji łuków klasycznych. Uważana za najlepszą fińską łuczniczkę. W debiucie olimpijskim zdobyła brązowy medal olimpijski, pomimo tego nigdy nie stanęła na podium mistrzostw świata, ani nie zdobyła tytułu mistrzyni Europy. Na igrzyskach w 1984 roku zajęła indywidualnie piąte miejsce, zaś cztery lata później na igrzyskach w Seulu była 20. indywidualnie, zaś jej drużyna, reprezentacja Finlandii zajęła 13. lokatę.

## Osiągnięcia
Igrzyska olimpijskie
- indywidualnie (1980)

Mistrzostwa Europy
- indywidualnie (1982); drużynowo (1980, 1982)
- drużynowo (1978)

Halowe mistrzostwa Europy
- drużynowo (1983)
- drużynowo (1985)

Mistrzostwa nordyckie
- indywidualnie (1978, 1984, 1986)

Mistrzostwa Finlandii
- indywidualnie (1977, 1978, 1979, 1980, 1981, 1982, 1987, 1988)